# Моралес, Амаури
Амаури Моралес Росас (исп. Amaury Morales Rosas; род. 3 декабря 2005, Мехико) — мексиканский футболист, полузащитник клуба «Крус Асуль».

## Клубная карьера
Моралес — воспитанник клуба «Крус Асуль». 16 сентября 2023 года в матче против «Масатлана» он дебютировал в мексиканской Примере.

## Международная карьера
В 2024 году в составе молодёжной сборной Мексики Моралес выиграл домашний молодёжный Кубок КОНКАКАФ. На турнире он сыграл в матчах против команд Гаити, Гватемалы, Панамы, Коста-Рики, Кубы и США. В поединке против гаитян и коста-риканцев Амаури забил по голу.

## Достижения
Международные
 Мексика (до 20)
- Победитель молодёжного чемпионата КОНКАКАФ — 2024